# Naturbahnrodel-Europameisterschaft 1973
Die 3. FIL Naturbahnrodel-Europameisterschaft fand vom 9. bis 11. Februar 1973 in Taisten in Italien statt. Wie schon bei den ersten beiden Europameisterschaften gingen auch in diesem Jahr die Titel in den Einsitzerbewerben an Österreich, während Italien zum zweiten Mal den Doppelsitzerbewerb gewann.

## Technische Daten der Naturrodelbahn
| Name                   | Sportrodelbahn Taisten |
| Start                  | 1416 m s.l.m.          |
| Ziel                   | 1234 m s.l.m.          |
| Höhendifferenz         | 0.182 m                |
| Minimales Gefälle      | 0.008 %                |
| Maximales Gefälle      | 0.022,5 %              |
| Durchschnittl. Gefälle | 0.013,72 %             |
| Länge                  | 1.332 m                |

## Einsitzer Herren
| Platz | Name                | Zeit |
| ----- | ------------------- | ---- |
| 01    | Ernst Stangl        | ?    |
| 02    | Josef Trojer        | ?    |
| 03    | Engelbert Fuchs     | ?    |
| 04    | Anton Obernosterer  | ?    |
| 05    | Erwin Eichelberger  | ?    |
| 06    | Anton Weißbacher    | ?    |
| 07    | Klaus Motz          | ?    |
| 08    | Josef Spindler      | ?    |
| 09    | Erich Graber        | ?    |
| 10    | Richard Huter       | ?    |
| 11    | Siegfried Wild      | ?    |
| 12    | Robert Jud          | ?    |
| 13    | Albert Eichelberger | ?    |
| 14    | Hubert Köberl       | ?    |
| 15    | Karl Flacher        | ?    |
| 16    | Karl Oberhöller     | ?    |
| 17    | Hans Graber         | ?    |
| 18    | Albert Brunner      | ?    |
| 19    | Friedrich Wurzer    | ?    |
| 20    | Albin Amhof         | ?    |
| 21    | Heinz Gdanitz       | ?    |
| 22    | Josef Mahlknecht    | ?    |
| 23    | Heinrich Feichter   | ?    |
| 24    | Hubert Mairamhof    | ?    |
| 25    | Franz Kurz          | ?    |
| 26    | Siegfried Graber    | ?    |
| 27    | Johann Mair         | ?    |
| 28    | Peter Vötter        | ?    |
| 29    | Heinz Kleinhofer    | ?    |
| 30    | Josef Ploner        | ?    |
| 31    | Helmut Kleinhofer   | ?    |
| 32    | Drago Česen         | ?    |
| 33    | Georg Spindler      | ?    |
| 34    | Marjan Petelinkar   | ?    |
| 35    | Max Buchwieser      | ?    |
| 36    | Vitus Gansler       | ?    |
| 37    | Marjan Meglič       | ?    |

Bei der dritten Naturbahnrodel-Europameisterschaft ging die Goldmedaille im Einsitzer der Herren zum dritten Mal nach Österreich. Wie schon bei der ersten Europameisterschaft 1970 wurde auch diesem Jahr Ernst Stangl Europameister. Nachdem bei den ersten beiden Europameisterschaften nur Österreicher auf dem Podest gestanden hatten, ging mit dem zweiten Platz von Josef Trojer erstmals eine Medaille im Herren-Einsitzer an Italien. Dritter wurde der Österreicher Engelbert Fuchs. Der Titelverteidiger Anton Obernosterer belegte den vierten Platz.

## Einsitzer Damen
| Platz | Name                   | Zeit |
| ----- | ---------------------- | ---- |
| 01    | Elfriede Pirkmann      | ?    |
| 02    | Berta Pichler          | ?    |
| 03    | Martha Ruech           | ?    |
| 04    | Margarethe Moser       | ?    |
| 05    | Ruth Oberhöller        | ?    |
| 06    | Edeltraud Rabensteiner | ?    |
| 07    | Helene Mitterstieler   | ?    |
| 08    | Josefine Berger        | ?    |
| 09    | Hilde Kreuzer          | ?    |
| 10    | Heti Schulze           | ?    |
| 11    | Brigitte Theiner       | ?    |
| 12    | Maria Kofler           | ?    |
| 13    | Rosi Eichner           | ?    |

Wie schon bei der letzten Europameisterschaft 1971 waren auch diesmal nur Österreicherinnen in den Medaillenrängen des Damen-Einsitzerbewerbes. Das Rennen gewann Elfriede Pirkmann vor Berta Pichler und Martha Ruech. Während Pirkmann auch in den folgenden Jahren Medaillen gewann und 1978 noch einmal Europameisterin wurde, war es für Pichler und Ruech ihre einzige EM-Medaille.

## Doppelsitzer
| Platz | Name                                      | Zeit |
| ----- | ----------------------------------------- | ---- |
| 01    | Paul Mitterstieler – Peter Vötter         | ?    |
| 02    | Anton Obernosterer – Gabriel Obernosterer | ?    |
| 03    | Friedrich Wurzer – Bruno Wurzer           | ?    |
| 04    | Siegfried Wild – Othmar Hofer             | ?    |
| 05    | Helmut Kleinhofer – Karl Flacher          | ?    |
| 06    | Hans Graber – Erich Graber                | ?    |
| 07    | Siegfried Graber – Josef Niedermair       | ?    |
| 08    | Hubert Köberl – Fritz Strohmaier          | ?    |
| 09    | Hubert Mairamhof – Josef Ploner           | ?    |
| 10    | Richard Hutter – Klaus Motz               | ?    |
| 11    | Marjan Meglič – Marjan Petelinkar         | ?    |

Zum zweiten Mal ging der Europameistertitel im Doppelsitzer an Italien. Paul Mitterstieler und Peter Vötter gewannen die Goldmedaille vor den Österreichern Anton Obernosterer und Gabriel Obernosterer, die bei der letzten Europameisterschaft ebenfalls den zweiten Platz erzielt hatten. Die Italiener Friedrich Wurzer und Bruno Wurzer gewannen bei ihrer einzigen EM-Teilnahme die Bronzemedaille. Die Titelverteidiger Siegfried Graber und Josef Niedermair wurden Siebte.

## Medaillenspiegel
| Platz | Land       | Gold | Silber | Bronze | Gesamt |
| ----- | ---------- | ---- | ------ | ------ | ------ |
| 1.    | Österreich | 2    | 2      | 2      | 6      |
| 2.    | Italien    | 1    | 1      | 1      | 3      |